# Tour de Catalogne 1969
Le Tour de Catalogne 1969 est la 49e édition du Tour de Catalogne, une course cycliste par étapes en Espagne. L'épreuve se déroule sur 8 étapes du 9 au 16 septembre 1969 sur un total de 1 529,0 km. Le vainqueur final est l'Espagnol Mariano Díaz de l'équipe Fagor devant Franco Bitossi (Filotex) et Jesús Manzaneque (La Casera-Bahamontes).

## Étapes
| Étape | Date         | Parcours                       | km    | Vainqueur d’étape     | Leader du classement général |
| ----- | ------------ | ------------------------------ | ----- | --------------------- | ---------------------------- |
| 1a    | 9 septembre  | Figueres – Empuriabrava        | 61,4  | Cipriano Chemello     | Cipriano Chemello            |
| 1b    | 9 septembre  | Empuriabrava - Arbúcies        | 148,6 | Domingo Perurena      | Domingo Perurena             |
| 2     | 10 septembre | Arbúcies – Mollet del Vallès   | 189,4 | Dino Zandegù          | Dino Zandegù                 |
| 3     | 11 septembre | Mollet del Vallès – Balaguer   | 171,0 | Alberto Della Torre   | Dino Zandegù                 |
| 4a    | 12 septembre | Balaguer - Flix                | 117,3 | Juan María Uribezubia | Dino Zandegù                 |
| 4b    | 12 septembre | Flix – Amposta                 | 97,3  | Cipriano Chemello     | Dino Zandegù                 |
| 5     | 13 septembre | Amposta - Tortosa              | 175,2 | Flaviano Vicentini    | Luciano Dalla Bona           |
| 6     | 14 septembre | Tortosa - Barcelone            | 218,2 | Agustín Tamames       | Luciano Dalla Bona           |
| 7     | 15 septembre | Barcelone - Sant Hilari Sacalm | 199,1 | Franco Bitossi        | Mariano Díaz                 |
| 8     | 16 septembre | Sant Hilari Sacalm - Manresa   | 151,5 | Franco Bitossi        | Mariano Díaz                 |

### 1reétapee[1]
09-09-1969: Figueres – Empuriabrava, 61,4:
| Résultat de la 1re étape A \| \| Cycliste \| Équipe \| Temps \| \| - \| ----------------- \| --------- \| --------------- \| \| 1 \| Cipriano Chemello \| Salvarani \| 1 h 30 min 26 s \| \| 2 \| Ramón Sáez \| Pepsi \| m.t. \| \| 3 \| Severino Andreoli \| Filotex \| m.t. \| |                   |           |                 |
| | Cycliste          | Équipe    | Temps           |
| 1 | Cipriano Chemello | Salvarani | 1 h 30 min 26 s |
| 2 | Ramón Sáez        | Pepsi     | m.t.            |
| 3 | Severino Andreoli | Filotex   | m.t.            |

### 1reétape B[1]
09-09-1969: Empuriabrava - Arbúcies, 148,6:
|   | Cycliste                   | Équipe               | Temps           |
| - | -------------------------- | -------------------- | --------------- |
| 1 | Domingo Perurena           | Fagor                | 3 h 56 min 38 s |
| 2 | Luciano Dalla Bona         | Salvarani            | + 1 s           |
| 3 | Sebastián Fernández Dueñas | La Casera-Bahamontes | m.t.            |

|   | Cycliste          | Équipe    | Temps           |
| - | ----------------- | --------- | --------------- |
| 1 | Domingo Perurena  | Fagor     | 5 h 26 min 54 s |
| 2 | Cipriano Chemello | Salvarani | + 1 s           |
| 3 | Ramón Sáez        | Pepsi     | + 6 s           |

### 2eétape[2]
10-09-1969: Arbúcies – Mollet del Vallès, 189,4 km :
|   | Cycliste               | Équipe               | Temps           |
| - | ---------------------- | -------------------- | --------------- |
| 1 | Dino Zandegù           | Salvarani            | 5 h 10 min 49 s |
| 2 | Jesús Manzaneque       | La Casera-Bahamontes | m.t.            |
| 3 | Luis Pedro Santamarina | Fagor                | m.t.            |

|   | Cycliste               | Équipe               | Temps            |
| - | ---------------------- | -------------------- | ---------------- |
| 1 | Dino Zandegù           | Salvarani            | 10 h 37 min 28 s |
| 2 | Jesús Manzaneque       | La Casera-Bahamontes | + 16 s           |
| 3 | Luis Pedro Santamarina | Fagor                | + 26 s           |

### 3eétape[3]
11-09-1969: Mollet del Vallès – Balaguer, 171,0 km :
|   | Cycliste            | Équipe    | Temps           |
| - | ------------------- | --------- | --------------- |
| 1 | Alberto Della Torre | Filotex   | 4 h 30 min 25 s |
| 2 | Franco Bitossi      | Filotex   | m.t.            |
| 3 | Cipriano Chemello   | Salvarani | m.t.            |

|   | Cycliste               | Équipe               | Temps            |
| - | ---------------------- | -------------------- | ---------------- |
| 1 | Dino Zandegù           | Salvarani            | 15 h 07 min 53 s |
| 2 | Jesús Manzaneque       | La Casera-Bahamontes | + 16 s           |
| 3 | Luis Pedro Santamarina | Fagor                | + 26 s           |

### 4eétape A[4]
12-09-1969: Balaguer - Flix, 117,3 km :
| Résultat de la 4e étape A \| \| Cycliste \| Équipe \| Temps \| \| - \| --------------------- \| --------- \| --------------- \| \| 1 \| Juan María Uribezubia \| Karpy \| 3 h 07 min 52 s \| \| 2 \| Pietro Guerra \| Salvarani \| + 3 min 42 s \| \| 3 \| Dino Zandegù \| Salvarani \| m.t. \| |                       |           |                 |
| | Cycliste              | Équipe    | Temps           |
| 1 | Juan María Uribezubia | Karpy     | 3 h 07 min 52 s |
| 2 | Pietro Guerra         | Salvarani | + 3 min 42 s    |
| 3 | Dino Zandegù          | Salvarani | m.t.            |

### 4eétape B[4]
12-09-1969: Flix – Amposta, 97,3 km :
|   | Cycliste          | Équipe    | Temps           |
| - | ----------------- | --------- | --------------- |
| 1 | Cipriano Chemello | Salvarani | 2 h 20 min 40 s |
| 2 | Jesús Aranzábal   | Fagor     | m.t.            |
| 3 | Franco Bitossi    | Filotex   | m.t.            |

|   | Cycliste         | Équipe               | Temps            |
| - | ---------------- | -------------------- | ---------------- |
| 1 | Dino Zandegù     | Salvarani            | 20 h 40 min 07 s |
| 2 | Jesús Manzaneque | La Casera-Bahamontes | + 16 s           |
| 3 | Ugo Colombo      | Filotex              | + 26 s           |

### 5eétape[5]
13-09-1969: Amposta - Tortosa, 175,2 km :
|   | Cycliste           | Équipe    | Temps           |
| - | ------------------ | --------- | --------------- |
| 1 | Flaviano Vicentini | Filotex   | 4 h 33 min 31 s |
| 2 | Luciano Dalla Bona | Salvarani | + 2 s           |
| 3 | Mariano Díaz       | Fagor     | + 4 s           |

|   | Cycliste             | Équipe    | Temps            |
| - | -------------------- | --------- | ---------------- |
| 1 | Luciano Dalla Bona   | Salvarani | 25 h 14 min 47 s |
| 2 | Mariano Díaz         | Fagor     | + 4 s            |
| 3 | Vicente López Carril | Kas       | + 31 s           |

### 6eétape[6]
14-09-1969: Tortosa - Barcelone, 218,2 km :
|   | Cycliste        | Équipe  | Temps           |
| - | --------------- | ------- | --------------- |
| 1 | Agustín Tamames | Kas     | 5 h 15 min 14 s |
| 2 | Franco Bitossi  | Filotex | m.t.            |
| 3 | Lucien Aimar    | Bic     | m.t.            |

|   | Cycliste             | Équipe    | Temps            |
| - | -------------------- | --------- | ---------------- |
| 1 | Luciano Dalla Bona   | Salvarani | 30 h 29 min 51 s |
| 2 | Mariano Díaz         | Fagor     | + 14 s           |
| 3 | Vicente López Carril | Kas       | + 41 s           |

### 7eétape[7]
15-09-1969: Barcelone - Sant Hilari Sacalm, 199,1:
|   | Cycliste         | Équipe               | Temps           |
| - | ---------------- | -------------------- | --------------- |
| 1 | Franco Bitossi   | Filotex              | 5 h 39 min 56 s |
| 2 | Jesús Manzaneque | La Casera-Bahamontes | m.t.            |
| 3 | Marcello Bergamo | Filotex              | m.t.            |

|   | Cycliste             | Équipe               | Temps            |
| - | -------------------- | -------------------- | ---------------- |
| 1 | Mariano Díaz         | Fagor                | 36 h 10 min 17 s |
| 2 | Jesús Manzaneque     | La Casera-Bahamontes | + 27 s           |
| 3 | Vicente López Carril | Kas                  | m.t.             |

### 8eétape[7]
16-09-1969: Sant Hilari Sacalm - Manresa, 151,5 km :
|   | Cycliste                    | Équipe  | Temps           |
| - | --------------------------- | ------- | --------------- |
| 1 | Franco Bitossi              | Filotex | 3 h 54 min 33 s |
| 2 | José Manuel López Rodríguez | Fagor   | m.t.            |
| 3 | Lucien Aimar                | Bic     | m.t.            |

|   | Cycliste         | Équipe               | Temps            |
| - | ---------------- | -------------------- | ---------------- |
| 1 | Mariano Díaz     | Fagor                | 40 h 04 min 50 s |
| 2 | Franco Bitossi   | Filotex              | + 8 s            |
| 3 | Jesús Manzaneque | La Casera-Bahamontes | + 27 s           |

## Classement général
|    | Cycliste               | Équipe               | Temps            |
| -- | ---------------------- | -------------------- | ---------------- |
| 1  | Mariano Díaz           | Fagor                | 40 h 04 min 50 s |
| 2  | Franco Bitossi         | Filotex              | + 8 s            |
| 3  | Jesús Manzaneque       | La Casera-Bahamontes | + 27 s           |
| 4  | Vicente López Carril   | Kas                  | + 27 s           |
| 5  | Marcello Bergamo       | Filotex              | + 45 s           |
| 6  | Joaquín Galera         | Fagor                | + 1 min 00 s     |
| 7  | Gabriel Mascaró        | Kas                  | + 1 min 03 s     |
| 8  | Ugo Colombo            | Filotex              | + 1 min 07 s     |
| 9  | Wladimiro Panizza      | Salvarani            | + 1 min 19 s     |
| 10 | Luis Pedro Santamarina | Fagor                | + 1 min 36 s     |

## Classements annexes
|   | Cycliste               | Équipe               | Points |
| - | ---------------------- | -------------------- | ------ |
| 1 | Joaquín Galera         | Fagor                | 47     |
| 2 | José Ignacio Ascasibar | La Casera-Bahamontes | 39     |
| 3 | Franco Bitossi         | Filotex              | 27     |

|   | Cycliste                    | Équipe               | Points |
| - | --------------------------- | -------------------- | ------ |
| 1 | Carlos Echeverría           | Kas                  | 32     |
| 2 | José Ignacio Ascasibar      | La Casera-Bahamontes | 15     |
| 3 | José Manuel López Rodríguez | Fagor                | 12     |

|   | Cycliste         | Équipe               | Points |
| - | ---------------- | -------------------- | ------ |
| 1 | Franco Bitossi   | Filotex              | 88,5   |
| 2 | Jesús Manzaneque | La Casera-Bahamontes | 66,5   |
| 3 | Joaquín Galera   | Fagor                | 47     |

|   | Équipe               | Pays    | Temps             |
| - | -------------------- | ------- | ----------------- |
| 1 | Fagor                | Espagne | 160 h 24 min 28 s |
| 2 | Kas                  | Espagne | + 26 s            |
| 3 | La Casera-Bahamontes | Espagne | + 10 min 17 s     |